# 奶酪魏
奶酪魏，是一家北京小吃店，创立于清光绪年间。

## 历史

### 创始人
“奶酪魏”的创始人，名叫魏鸿臣，绰号魏龙，回族，生于1856年的广安门内牛街回民聚集区。凭着人品与勤劳好学，魏鸿臣从曾在御膳房做事的赵姓厨师那里学到了做宫廷小吃中奶酪的手艺。清光绪初年，魏鸿臣从宫廷里的御厨中学到了制作奶酪的手艺，而后在前门外大栅栏附近的三庆园、庆乐园、中和园、广德楼几家戏院门口摆摊卖奶酪。那时候的戏园子出入不乏达官显贵、梨园名流，尝过“奶酪魏”的奶酪都成了回头客。起初，魏鸿臣不过是拎着木桶，每天守在戏院门口，等待来看戏和唱戏的老主顾们光临。光绪十四年间（1888年），他在凭着辛苦挣得的一些积蓄，在广德楼东侧正对着同仁堂的门框胡同路西租了一间门脸房，字号为“麟记酪铺”。在魏鸿臣经营下，“麟记酪铺”四季都有奶酪卖，并且夏天还售卖冰淇凌，冬天则以经营牛骨髓油茶和奶卷为主。从清末到民国，魏鸿臣将奶酪制作手艺进一步做精、做好，赢得顾客一片赞誉，“麟记酪铺”名气与日俱增，人送美名“奶酪魏”。

### 第二代传人
“奶酪魏”第二代传人之一魏文泉经营期间，生意十分红火。全家六口人齐上阵。白天逛大栅栏的，晚上看戏的、唱戏的，都是这里的常客，其中不乏社会名流。梁实秋先生在作品《雅舍谈吃》中《酪》一文对“奶酪魏”回忆道：“掀门帘进去，里面没有什么设备，一边靠墙几个大木桶，一边几个座儿。他家的酪牛奶纯醇而新鲜，所以味道与众不同，大碗带果的尤佳。酪里面有瓜子仁儿，于喝咽之外有点东西咀嚼，别有风味。每途经其地或是散戏出来，必定喝他两碗”。除梁实秋先生外，溥仪、溥杰等贵族后裔，鲁迅、老舍、胡絜青等知名作家，以及谭小培等京剧曲艺界人士也经常光顾“麟记酪铺”。期间，“奶酪魏”第二代传人之一魏文俊等还在天津做过短暂经营，到1937年卢沟桥事变才撤回北京。

### 第三代传人
“奶酪魏”第三代传人的魏广禄先生是1935年生人。他8岁时父亲去世，初中毕业就主动要求到柜上帮忙，早早挑起了养家糊口的生活重担。一开始，魏广禄基本干些打杂的活, 比如骑自行车送奶、装桶。除了干杂活以外，他也悄悄地学着做酪的手艺。新中国成立后，由于牛奶、白糖等物资都属于紧俏商品，须由国家统一分配，缺少原材料的“麟记酪铺”于1954年停止了营业，魏广禄先生也开始从事统计工作。1988年，“奶酪魏”第三代传人魏广禄从航天部退休后，恰逢“麟记酪铺”创立百年之际。在儿时伙伴——“爆肚冯”掌门和夫人穆成贤、子女魏宁、魏强、魏颖的帮助下以及有关部门领导的支持下，在北京市白广路开了家小店，恢复了奶酪生意。凭着优秀的奶酪品质，小店逐渐有了名气。魏广禄在继承的基础上，添加了一些食品：杏仁豆腐、豌豆黄、枣卷果、酸梅汤、果子干、冰镇江米凉糕、紫米粥、桂花小枣、炒红果、蜜饯金桔等，深受各界欢迎。1992年，西四小吃胡同开业，魏广禄将小店搬了过去，并确定了“奶酪魏”的店名。然而好景不长，西四小吃街没过多久就迫于昂贵的房租而陷入无地经营、无人接班的窘境。经过长时间考虑，“奶酪魏”决定走连锁经营的路子，在租金相对便宜的地段租门面，靠品牌和质量来吸引回头客。
2003年3月，奶酪魏加入了筹备成立“老北京传统小吃协会”的队伍。在发起人侯嘉先生的带领下“爆肚冯”“年糕钱”“户部街马记月盛斋”“俊王德顺斋”“羊头马”“豆腐脑白”七户老字号一起倡办组织了《首届老北京传统小吃品尝宴》《老舍茶馆外交部春节团拜会》《纪念慕田峪长城建关600周年》《国家博物馆答谢美国二战老兵捐赠物品活动》《原国家副主席荣毅仁家宴活动》等。

### 第四代传人
2005年，“奶酪魏”第四代传人之一，在牛街出生和长大的魏宁，租下了一间位于牛街的朋友的门面，并将这家店作为“奶酪魏”的总店。另外，他还在增光路开了一家分店，加上弟弟魏强、妹妹魏颖负责的门店，“奶酪魏”在北京已有4家门店。2006年1月“老北京传统小吃”在宣武区政府、区委统战部、区工商联的大力支持下，在宣武区民政局正式注册成立。奶酪魏成为首届理事会员与其它十几户老字号一同在风景秀丽的什刹海“九门小吃城”内共同打造老北京的小吃名片。2012年，“奶酪魏”和上述其它老字号因与“九门小吃城”产生纠纷，从“九门小吃城”撤店。2015年，“奶酪魏”入选第二批“北京老字号”。
截至2020年底，由于各种原因，奶酪魏仅剩牛街总店仍在经营。

## “奶酪魏”的“老三样”
奶酪、奶卷、酪干, 是魏鸿臣传下来的老三样, 一直被奶酪魏当做镇店的“定海神针”。

### 奶酪

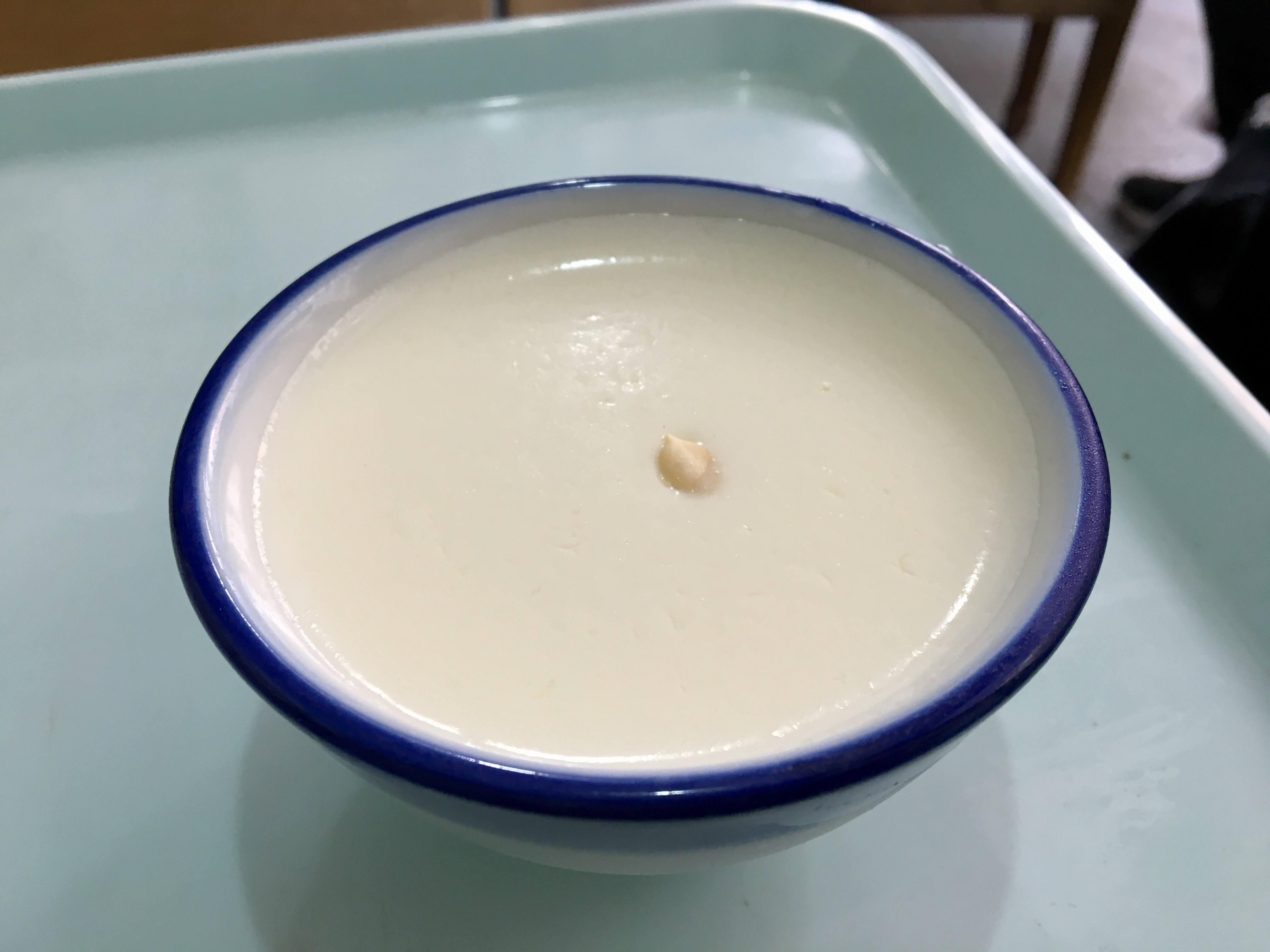
奶酪魏牛街總店販賣的奶酪

牛奶里边点上米酒就称之为酪。“奶酪魏”的米酒是其独有的秘方，在适当的温度下，把米酒和奶融合，用独特的手法搅拌后，经烤制、冷却，奶酪便做成了。“奶酪魏”奶酪的特点是奶香与淡雅的米酒香相互缭绕，香甜醇厚，洁白如脂、莹润如玉，细腻滑嫩的酪儿入口甘沁而醇厚。
“奶酪魏”的奶酪是合碗酪。合碗酪不是奶酪的品种，而是奶酪的一种状态——做出来的奶酪把容器倒过来都不洒。合碗酪”名字的由来还有一个小故事。在过去，一位顾客在“奶酪魏”品尝奶酪的时候，不小心碰翻了盛奶酪的碗。这个碗围着这个桌子叽里咕噜转了好几圈，一点儿也没洒出来。这个顾客感到特别神奇，就想再试试。这位顾客为了保险起见，于是，跟柜上又要了一个空碗，他想看一看这碗扣过来奶酪掉不掉。他拿起两个碗，一合, 就扣过来了。然后将上边的碗拿下来, 发现奶酪一点儿也没洒。于是, 他对柜上说:“您这奶酪太棒了，火候掌握得太好了，这奶酪应该叫做合碗酪。”合碗酪由此得名，许多人也都慕名而来。
吃奶酪也有讲究。过去奶酪算是奢侈品，达官贵人和梨园界的名角吃酪很讲究。奶酪不能搅和着吃，要一层层、顺着边一点点刮着吃。行家喝酪先托起碗来端详形状、色泽，再闻一下，最后把一勺酪放在舌根下这么一咂摸，奶香溢满唇齿之间。最初的几勺品的是表层的奶香；几勺之后，和着渗出的米酒，另有一股清醇的味道；最后再刮下挂在碗沿儿上的部分。早年间说是用勺吃，实际上形如小铁片，又薄又浅，方便把碗底的酪吃干净。

### 奶卷
奶卷的原材料是奶皮子和馅料。将奶热开后，取出上边的奶皮子搁到屉布里边，摊开、捋顺，再裹上是芝麻和山楂两种馅料，芝麻是甜的，山楂有点儿酸，吃在嘴里酸酸甜甜，口感十分独特。。

### 酪干
酪干是用鲜奶制作而成的。把新鲜的牛奶放在火上熬六七个小时至奶、水分离后，将水倒掉，留下自然结块的牛奶，放入锅里不停翻炒，即制成酪干。做好的酪干可以存放半个月, 吃起来味道醇而浓。外国人都喜欢吃甜食，所以也对酪干很感兴趣。在北洋政府时期，驻在北平东交民巷的西班牙公使葛得利夫人，就最喜欢宫廷的酪干。她说：“面包配奶酪干, 比荷兰任何高贵的cheese (乳酪) 都够味道, 是中国高贵的不黏牙的太妃糖。”后来公使卸任回国，夫人每年都要委托寄送不少酪干到西班牙。

## 传人[5]
- 第一代：魏鸿臣（1856-？）、魏鸿珍
- 第二代：魏文泉（？-1935）、魏王氏、魏文俊、魏文杰、魏文通、魏文田
- 第三代：魏广禄（1927-2013）[2]、魏成贤
- 第四代：魏宁、魏强、魏颖

## 参加过的重大活动[5]
- 1988年腊八新侨饭店名小吃展；
- 1989年伊斯兰开斋节（驻京外国使节参加）
- 1993年新大都饭店有李岚清、邹家华参加的招待会
- 1993年全国政协礼堂中外名艺人招待会
- 1997年庆香港回归国门路饭店联欢
- 1997年马来西亚槟城同乐会
- 1998年中国大饭店国际友人参加的税务会议联欢会
- 1998年参加北京个体改革开放20年回顾展
- 2000年4月参加北京46个名优小吃鉴定会，奶酪魏被评为“中国名优”
- 2000年11月参加北京清真餐饮大赛获银奖
- 2001年《北京当代名厨》出版，在师长篇排第59位
- 春节庙会、回民节日、通州小吃节、劳动人民文化宫、大栅栏、西外展览馆庆“五一”等活动